# Riviera Turcă

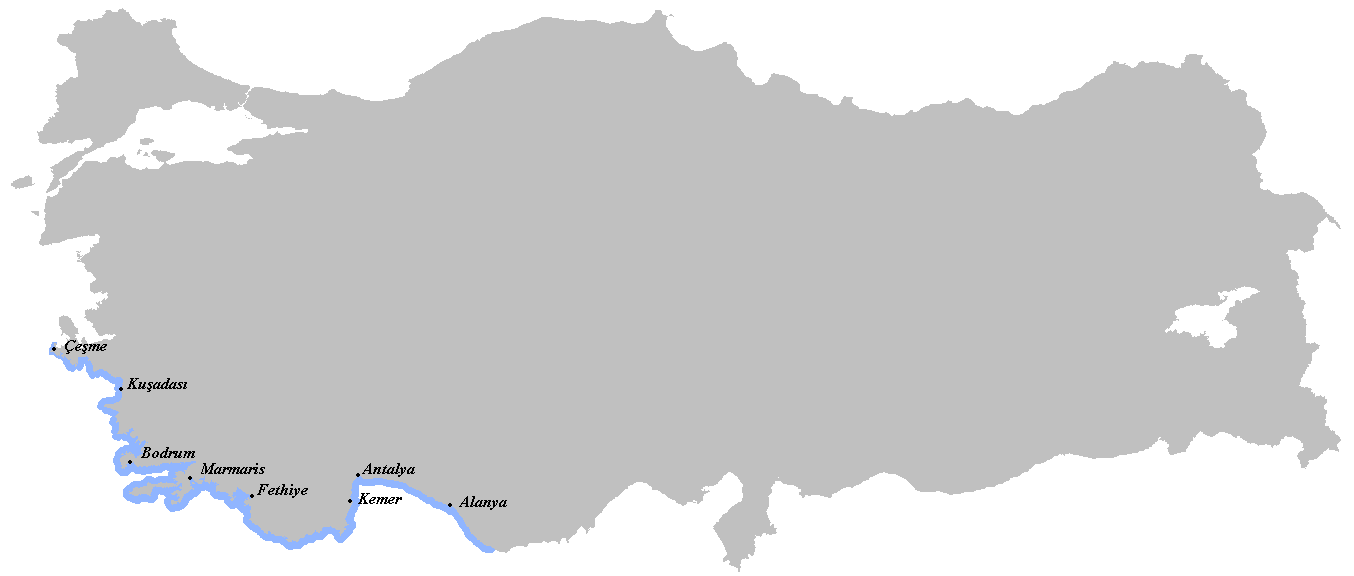
Harta înfățișând Riviera Turcă în albastru, evidențiind, de la est la vest, așezările majore: Alanya, Antalya, Kemer, Fethiye, Marmaris, Bodrum, Kușadası și Çeșme

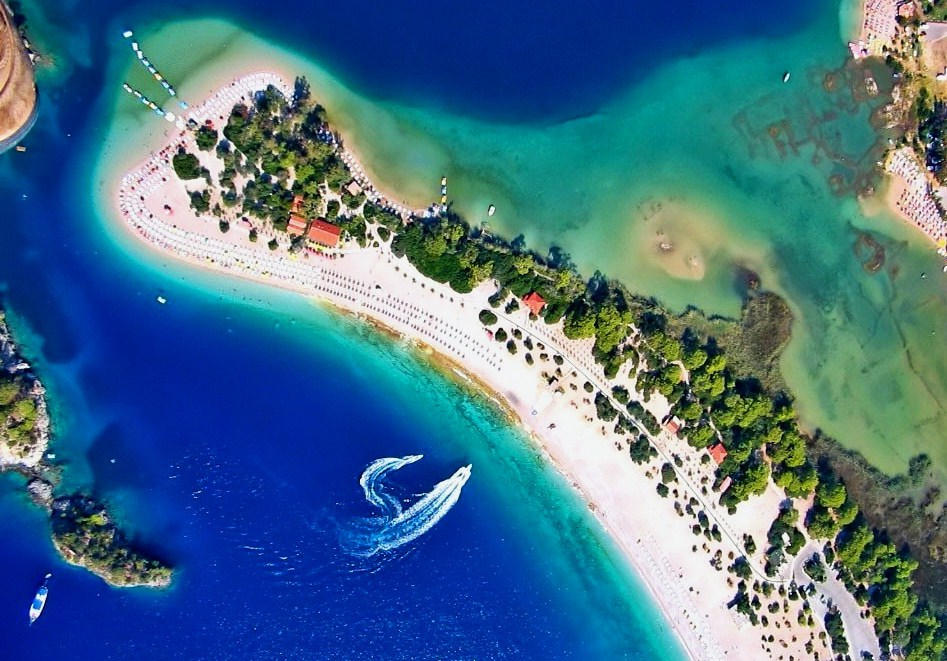
Plaja Ölüdeniz din Fethiye

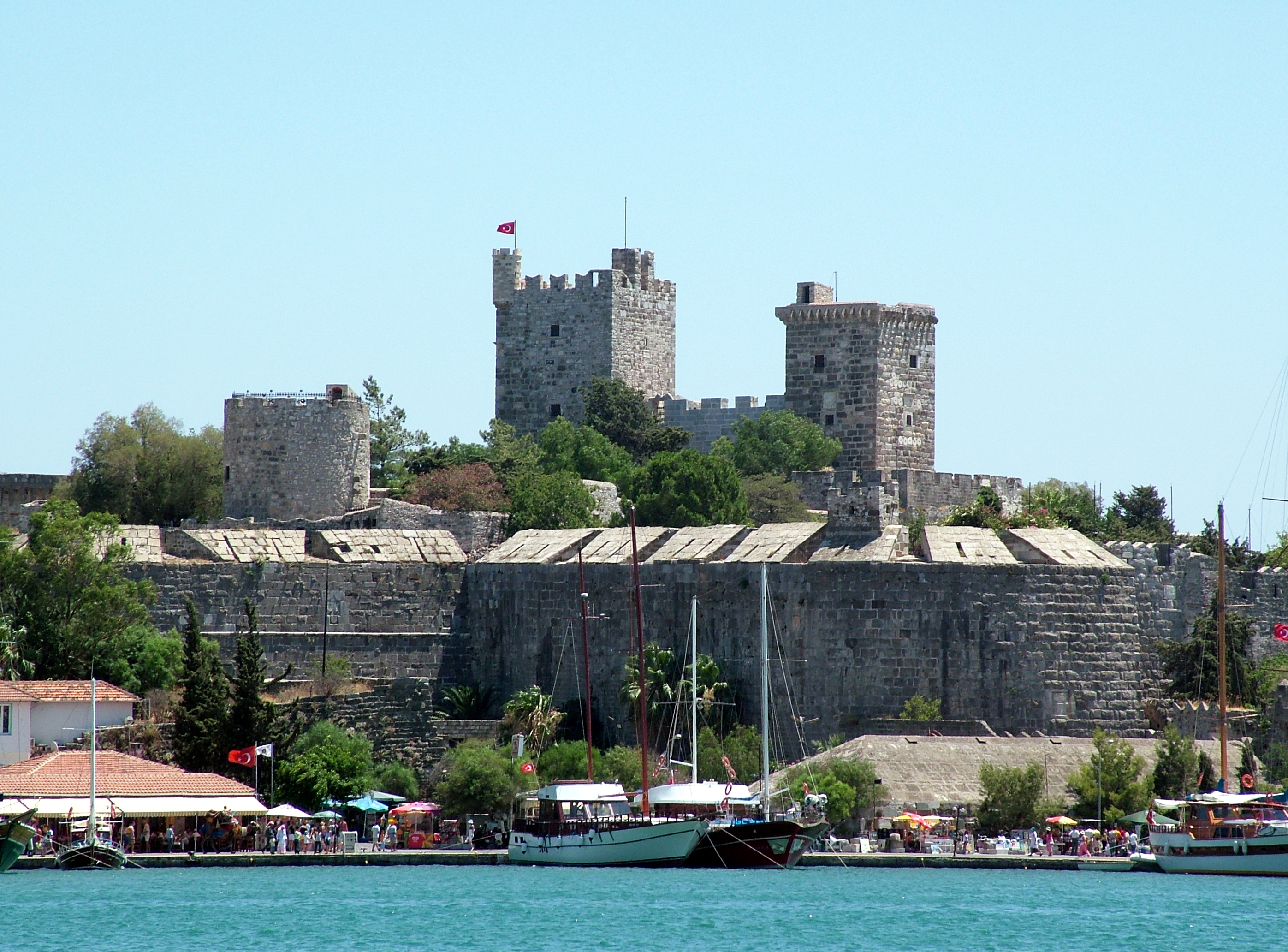
Castelul din Bodrum, localizat în orașul antic Halicarnassus, orașul lui Herodot și casa Mausoleul din Halicarnas, una dintre cele Șapte minuni ale lumii antice

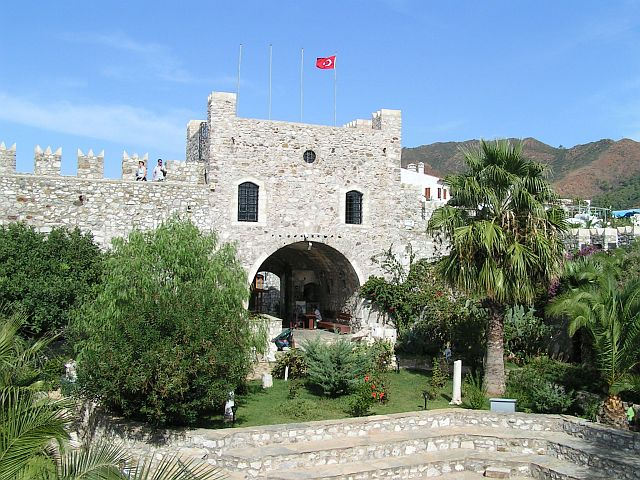
Castelul Marmaris, construit de Soliman I în timpul campania lui împotriva Cavalerilor de Rodos

Riviera Turcă (turcă Türk Rivierası), cunoscută și sub denumirea de Coasta Turcoazului, este o zonă din sud-vestul Turciei care cuprinde provinciile Antalya și Muğla și, într-o măsură mai mică, Aydın, sudul Izmir și vestul Mersin. Combinația dintre o climă favorabilă, marea caldă, peisaj montan, plaje fine de-a lungul a peste o mie de kilometri de coastă de-a lungul apelor Egee și Mediterane, și puncte de interes naturale și arheologice abundente face din această întindere a coastei Turciei o populară destinație turistică națională și internațională.
Printre punctele de interes arheologice se numără două dintre cele șapte minuni ale lumii antice: ruinele Mausoleului din Maussollos din Halicarnassus; și Templul lui Artemis din Efes.
Riviera Turcă este, de asemenea, căminul cunoscutului internațional Blue Voyage (aka Carian Cruise), care permite participanților să facă o excursie de o săptămână la bordul goeletei locale de gulet în orașe antice, porturi, morminte, mausolee și plaje din micile golfuri, păduri și pâraie care sunt pe coasta turcoazului.
Coasta este considerată în continuare un trove cultural care oferă fundal asupra unui amestec fascinant de indivizi factuali și mitologici, conflicte și evenimente și a fost frecvent menționat în folclorul diferitelor culturi de-a lungul istoriei. Ca atare, este considerată casa cărturarilor, sfinților, războinicilor, regilor și eroilor, precum și locul numeroaselor mituri cunoscute. Se spune că Marc Antoniu al Imperiului Roman a ales cel mai frumos cadou de nuntă pentru iubita sa Cleopatra din Egipt. Sfântul Nicolae, care a devenit ulterior baza legendei lui Moș Crăciun, s-a născut în Patara, un oraș mic, aproape de Demre-ul actual. Herodot, considerat „părintele istoriei”, s-a născut în Bodrum (Halicarnassus antic) în c. 484 î.Hr. Se crede că munții vulcanici de la vest de Antalya, în apropiere de Dalyan, au fost inspirația pentru mitica Himeră - monstrul care inspiră focul pe care l-a omorât Belerofon.

## Comunități și așezări
Multe orașe, orașe și sate din zonă sunt cunoscute la nivel internațional, precum Alanya, Antalya, Bodrum, Çeșme, Fethiye, Kalkan, Kaș, Kemer, Kușadası, Marmaris și Side.
Locurile de pe Riviera Turcă includ:
| - Akbük - Akyaka - Alaçatı - Alanya - Antalya - Armutalan - Beldibi - Belek - Beycik - Bitez - Bodrum - Bozburun | - Çamyuva - Çeșme - Çıralı - Dalaman - Dalyan - Datça - Demre - Didim - Fethiye - Finike - Gazipașa - Göcek | - Gökova - Gümüșlük - Güzelçamlı - Hisarönü - Ilıca - İçmeler - Kalkan - Kaș - Kekova - Kemer - Kızkumu - Kumluca | - Kușadası - Konyaaltı - Köyceğiz - Lara - Manavgat - Marmaris - Milas - Muğla - Olympos - Ortaca - Ovacık - Ölüdeniz | - Ören - Özdere - Patara - Selimiye - Side - Simena - Torba - Turgutreis - Turunç - Türkbükü - Ulupınar - Yalıkavak |

## Galerie de imagini

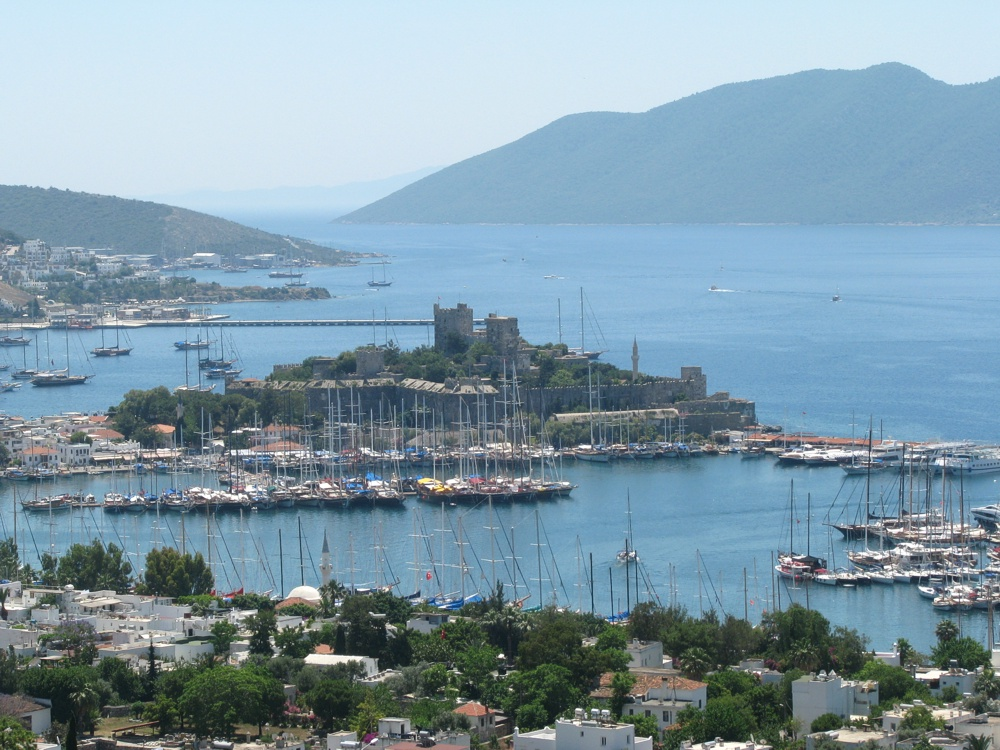
Castel din Bodrum
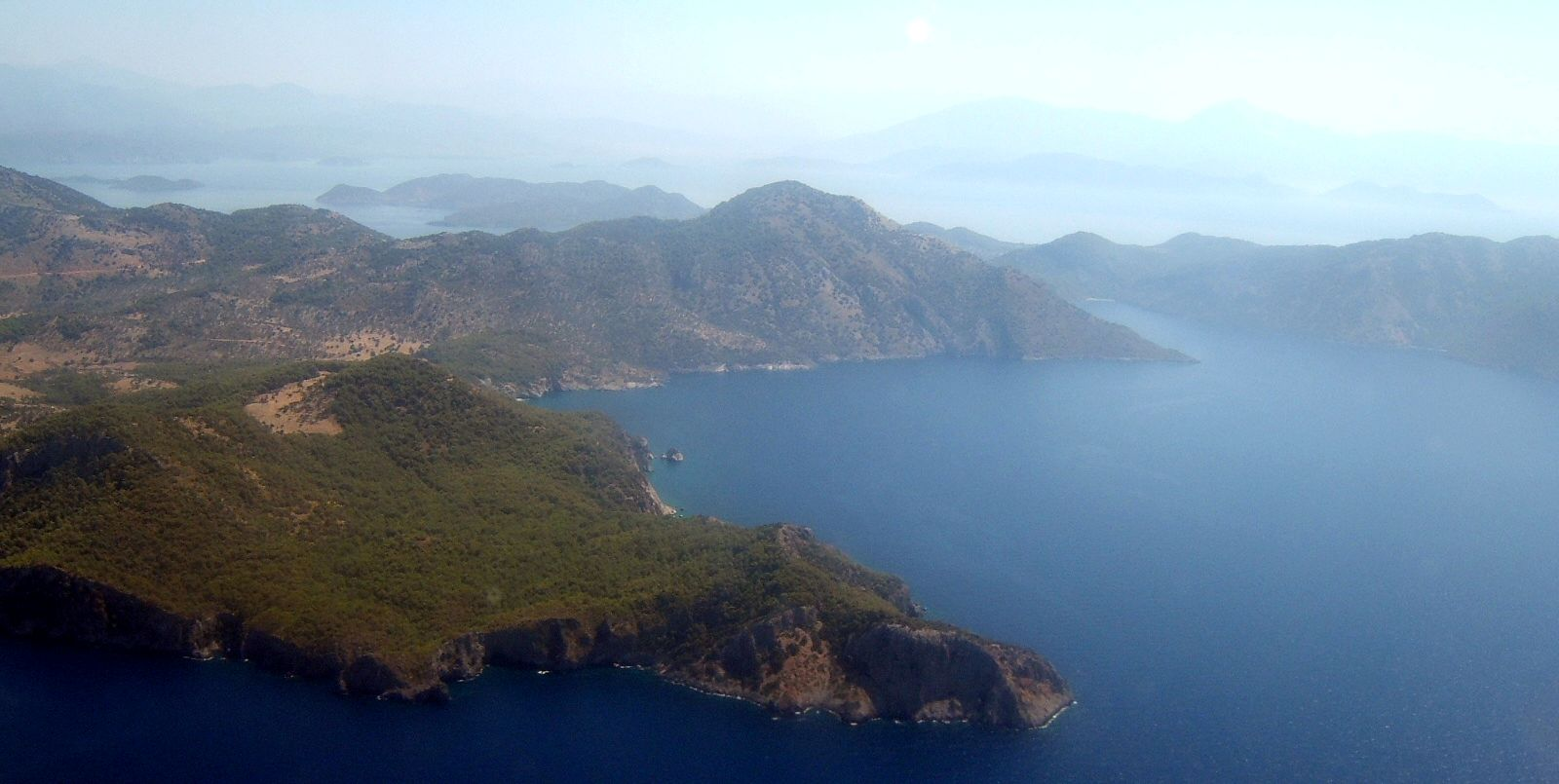
Vedere asupra coastei Dalaman
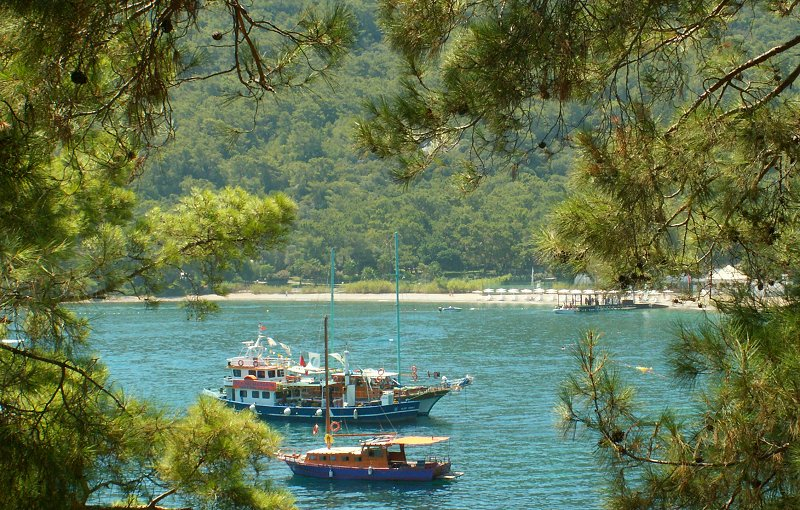
Moonlight Beach în Kemer
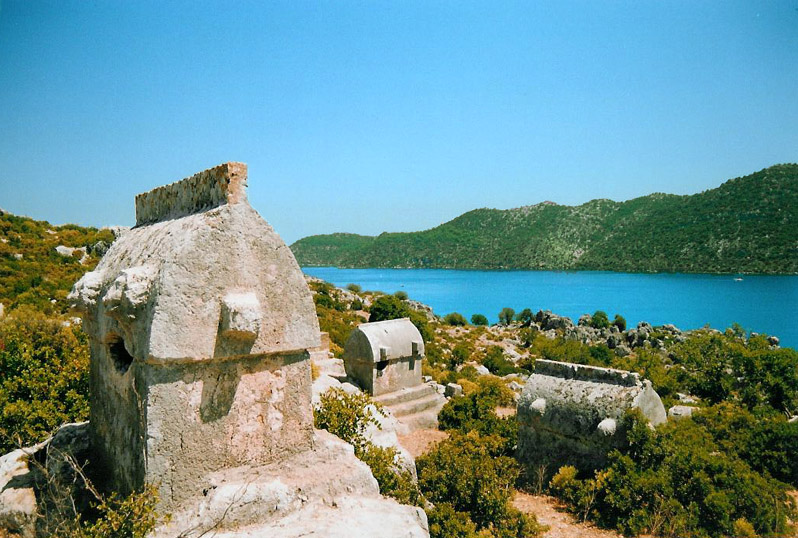
Situri antice din Kaleköy
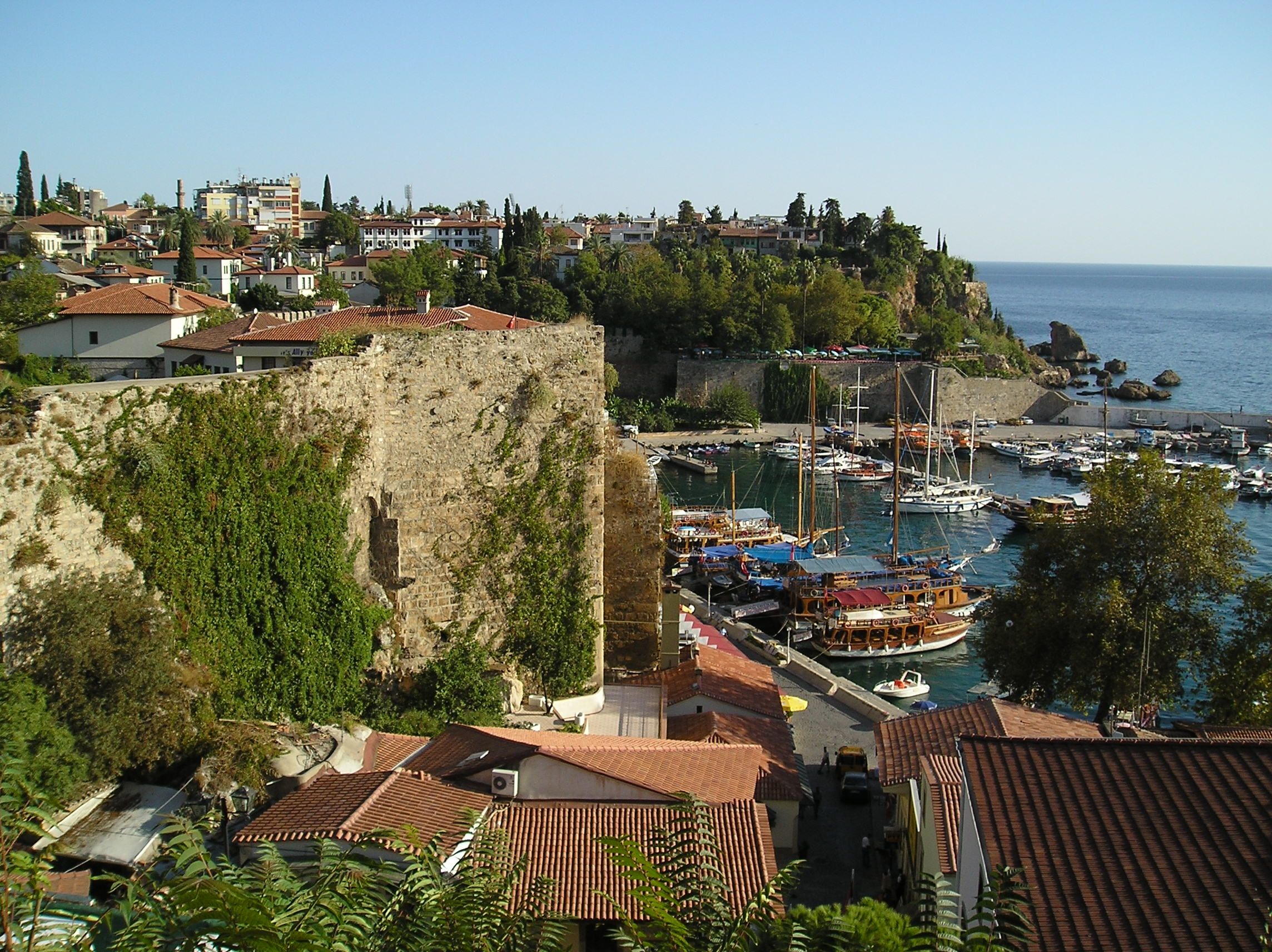
Marina istorică din Antalya
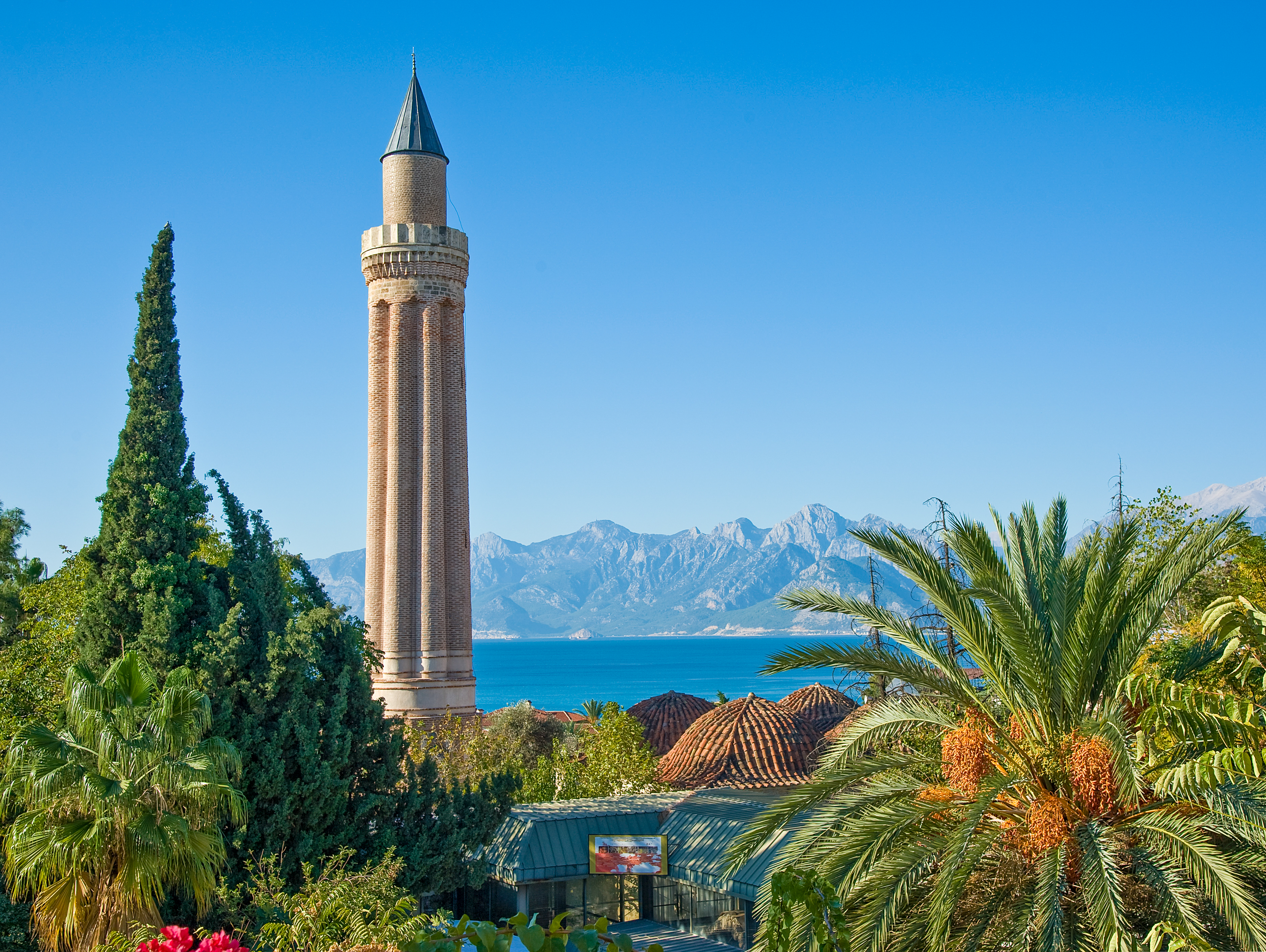
Moscheea Yivli Minaret în Antalya
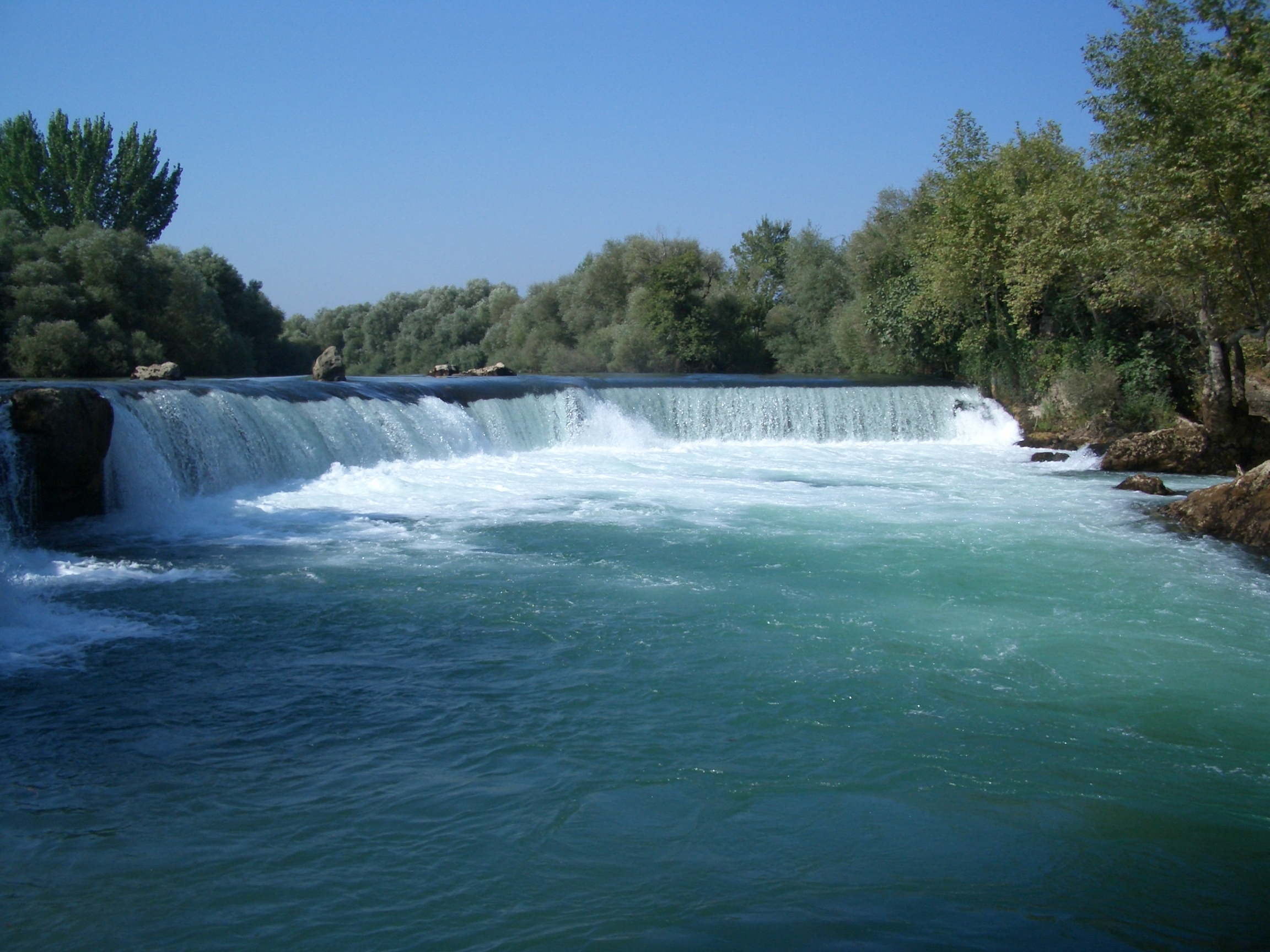
Cascada Manavgat
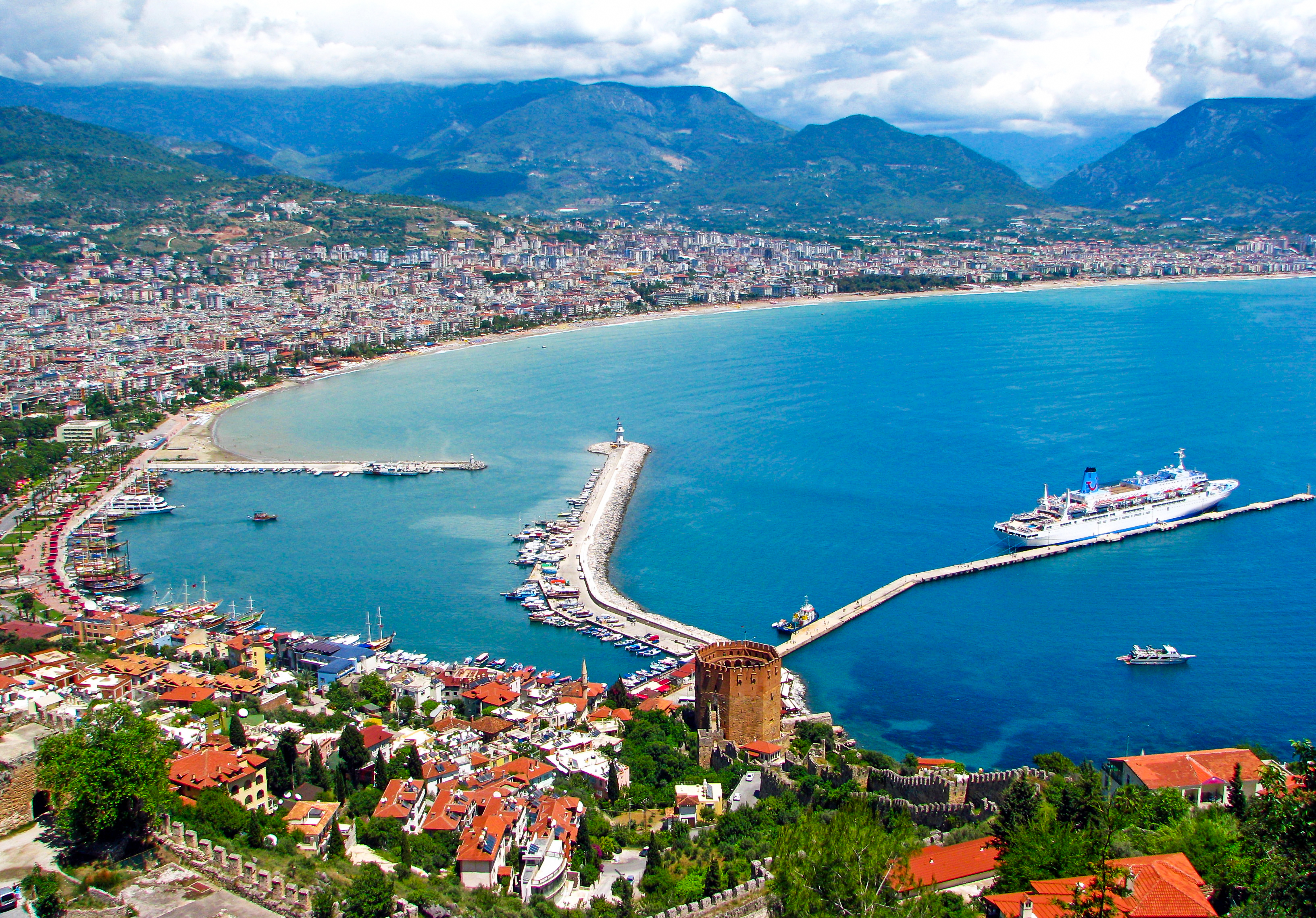
Centrul orașului și portul Alanya
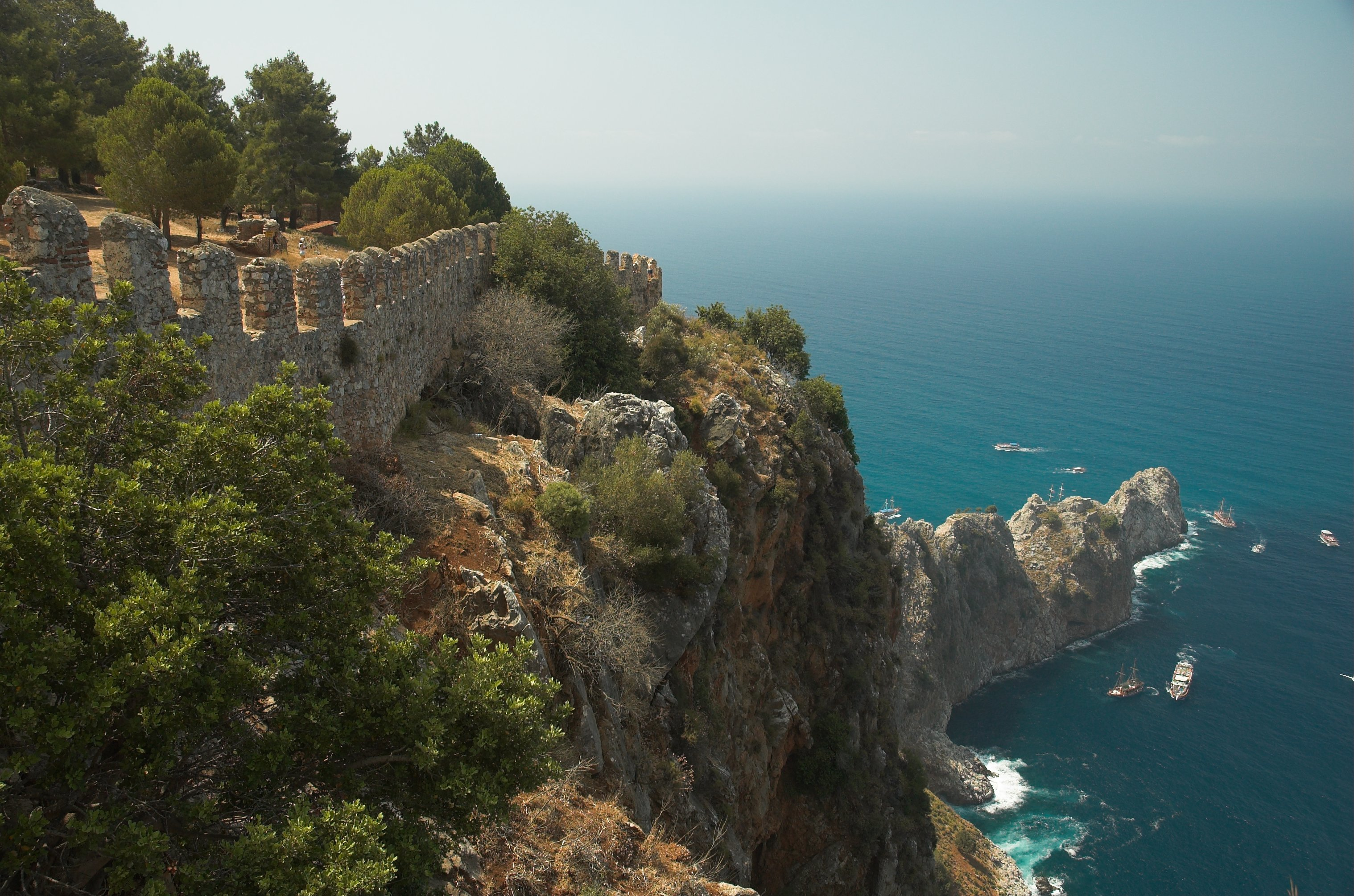
Vârful peninsulei Alanya
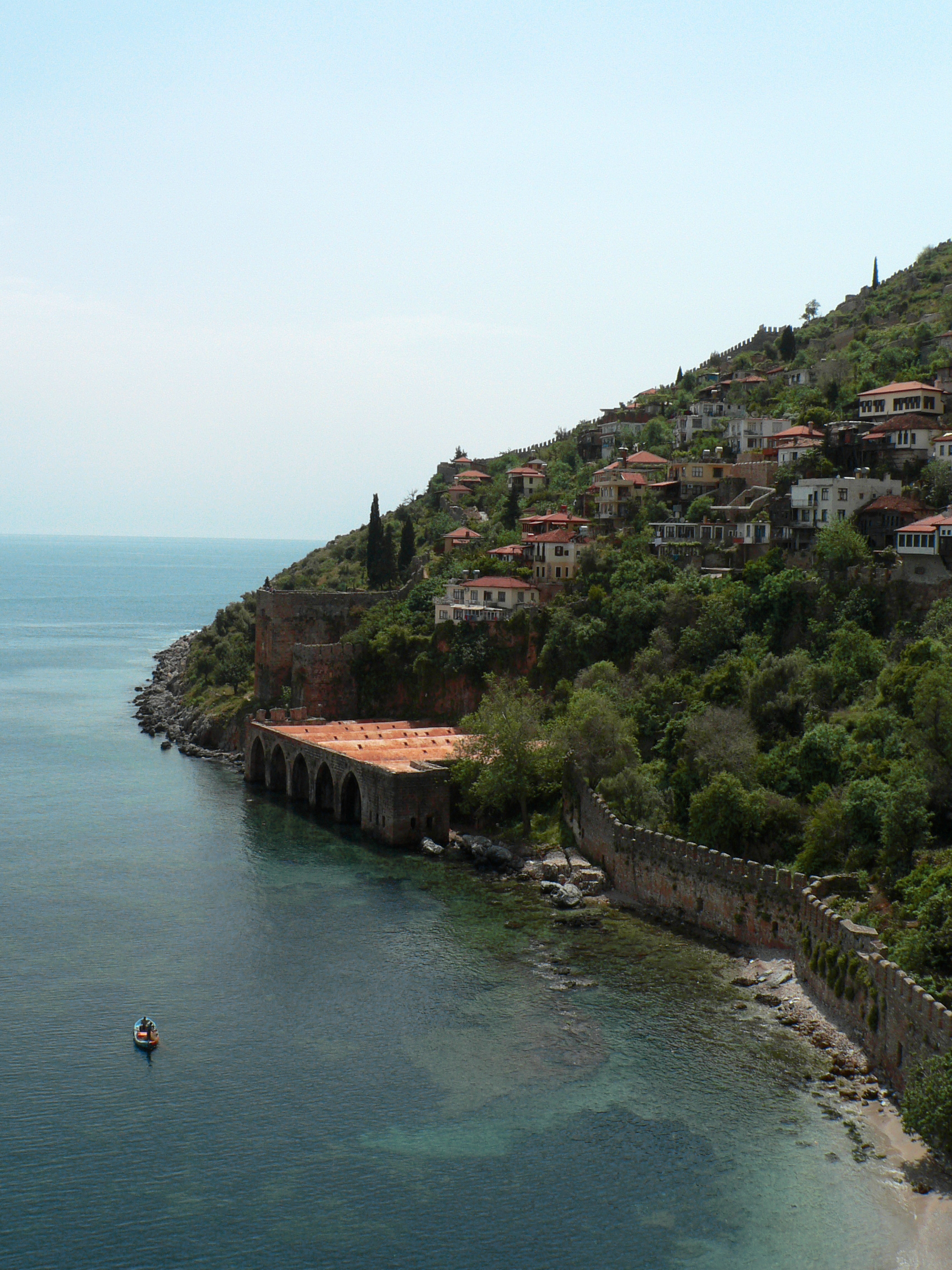
Șantierele navale din epoca Seljuk de-a lungul coastei Alanya
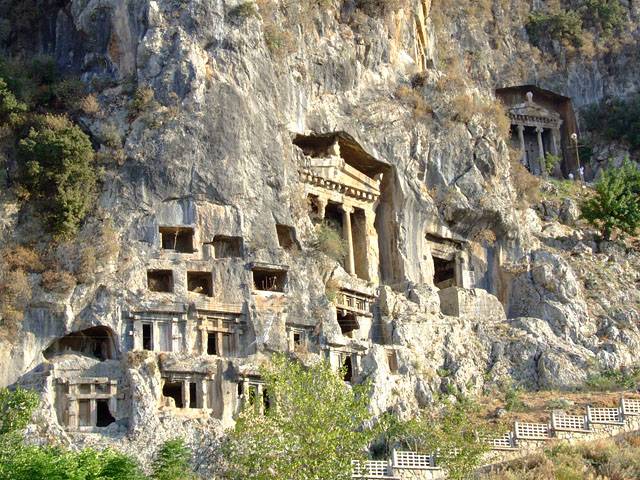
Morminte liciene din Fethiye
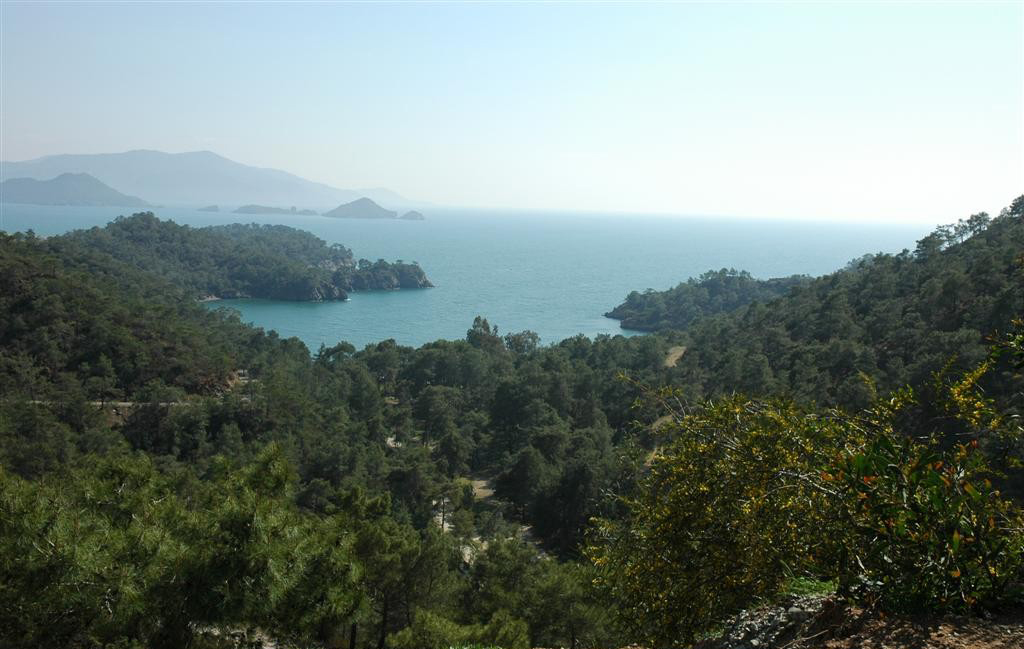
Golful Katrancı lângă Fethiye
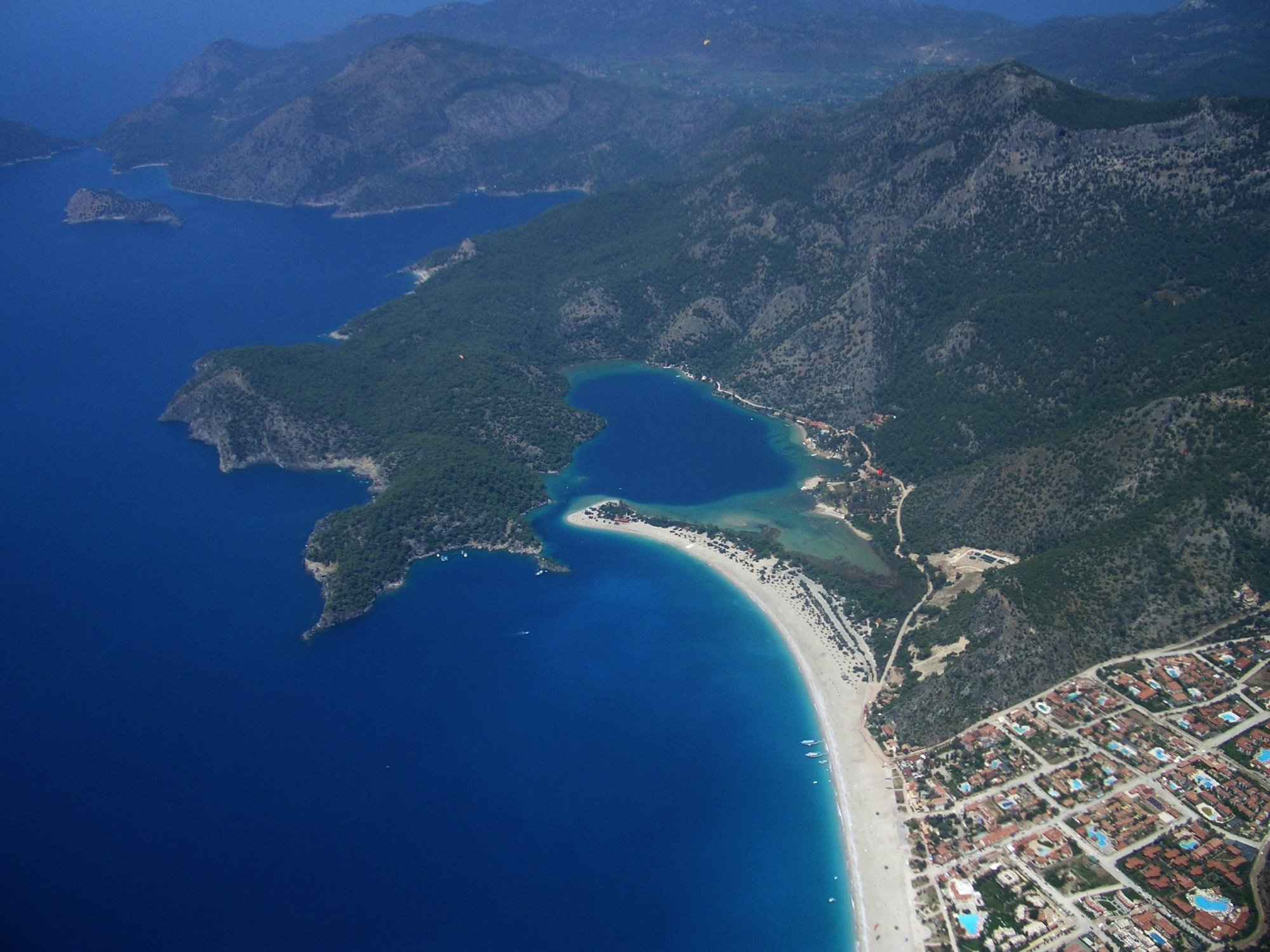
Vedere a Plajei Ölüdeniz aproape de Fethiye
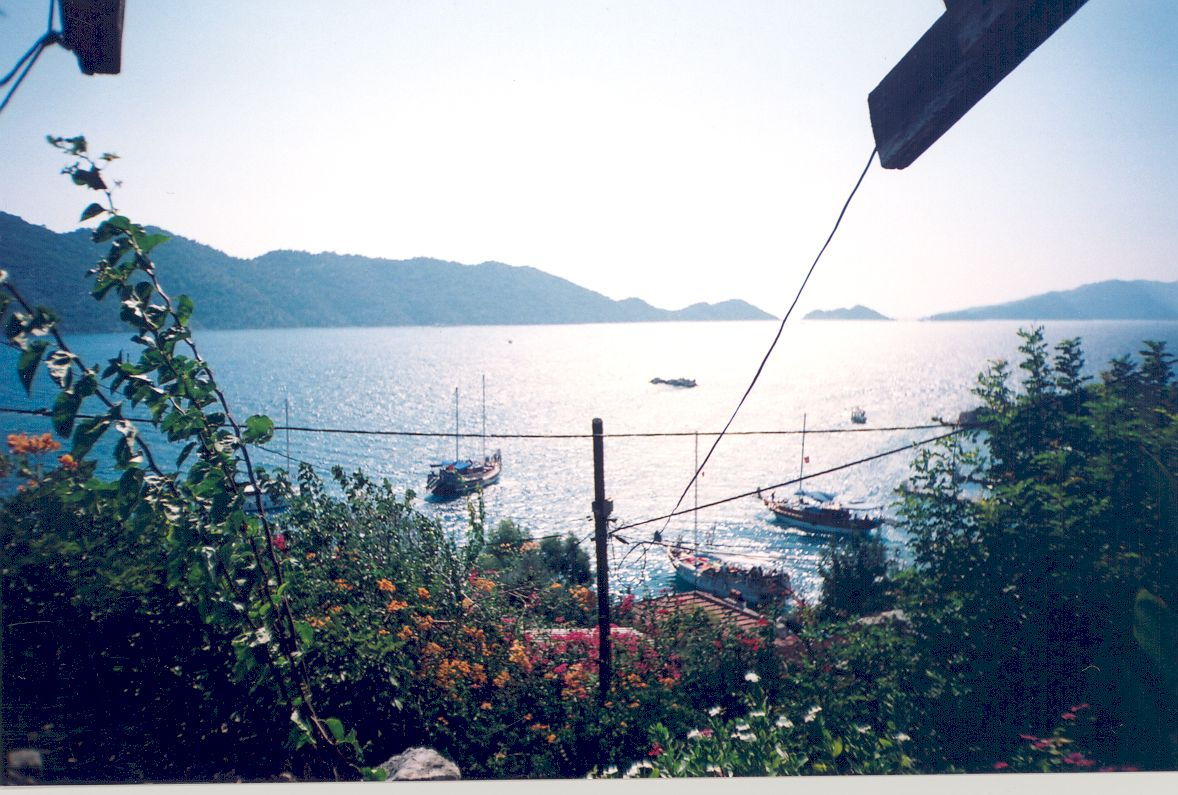
Vedere a Kekova
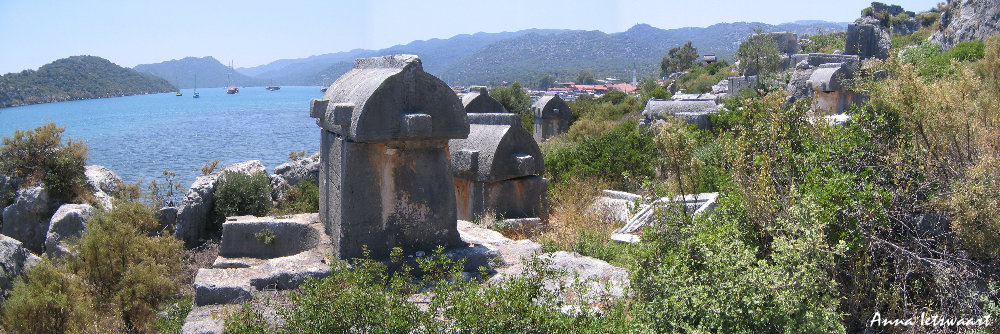
Tombe din Licia în Simena
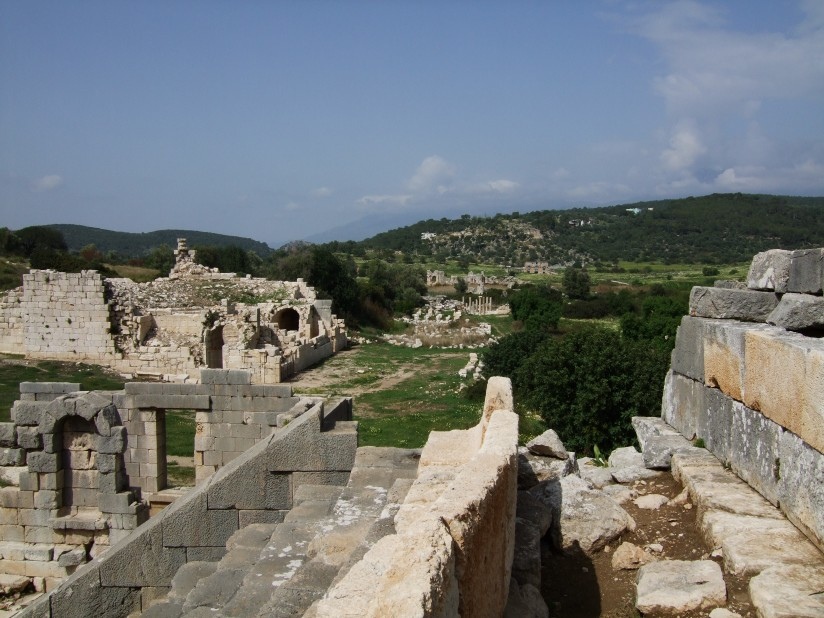
Ruine antice în Patara
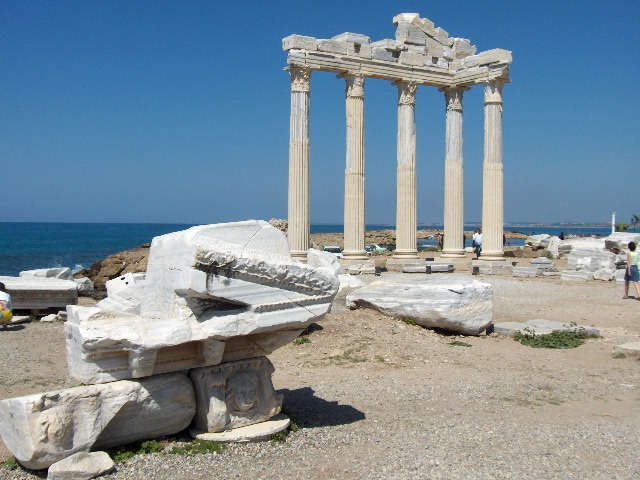
Ruinele Templului lui Apollo, lângă Side
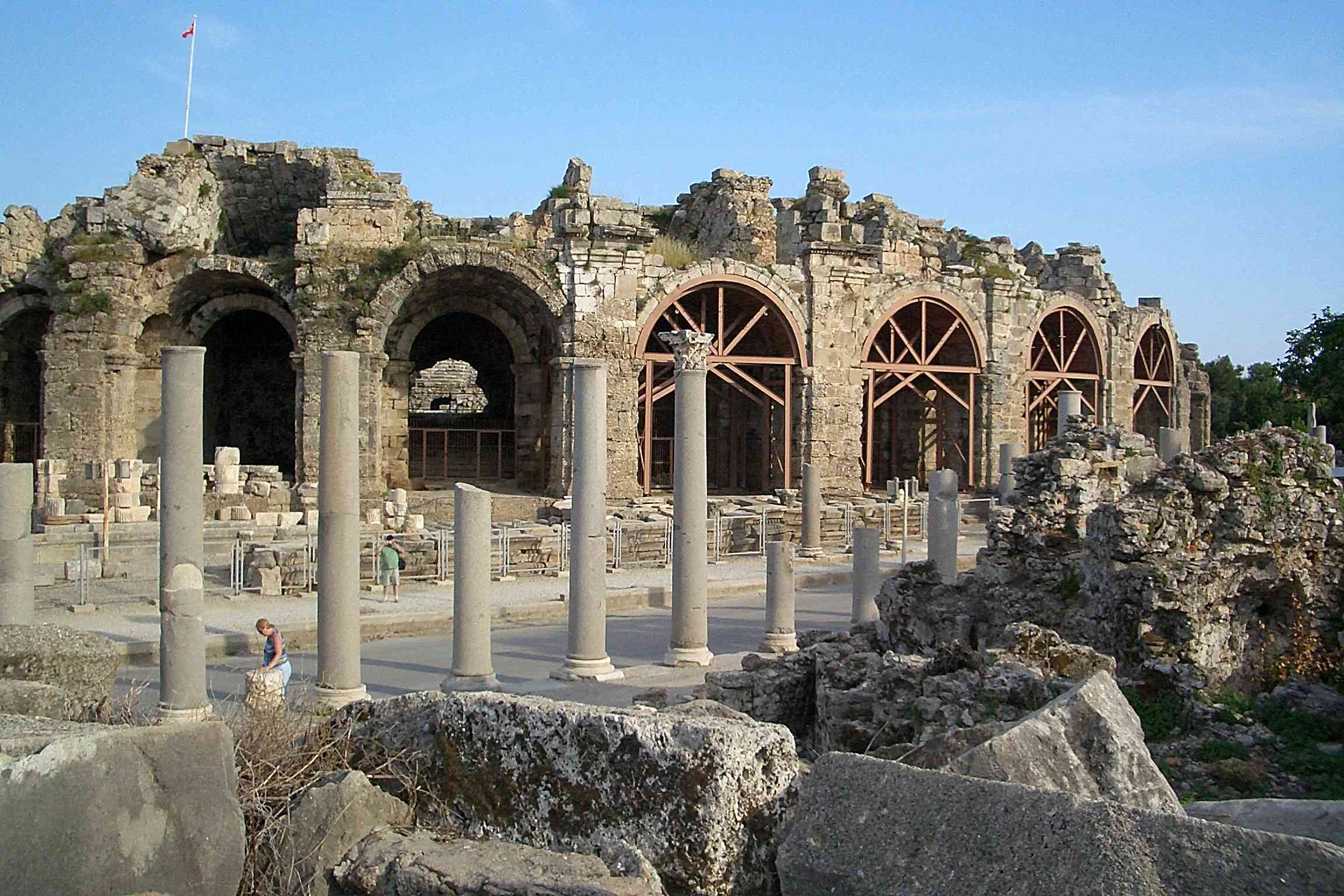
Zidurile exterioare ale teatrului antic din Side
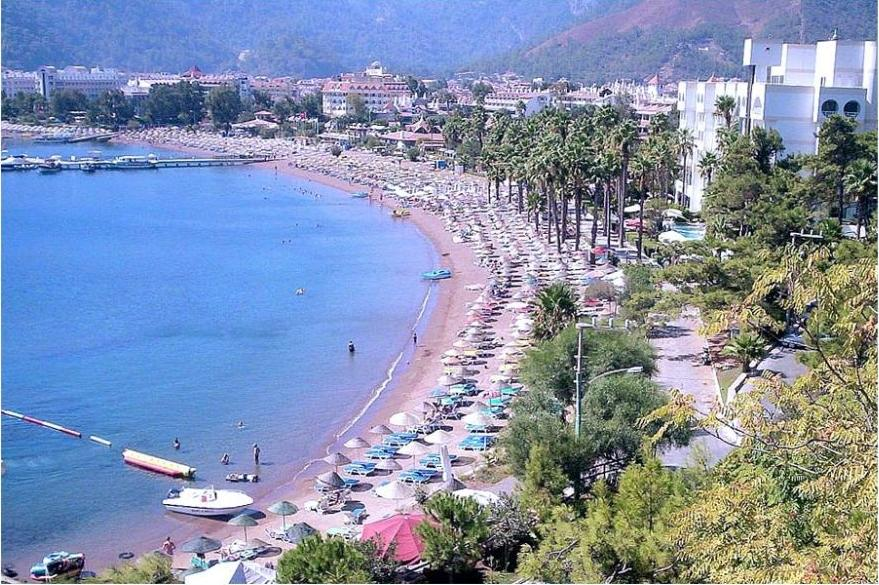
Vedere din İçmeler Beach
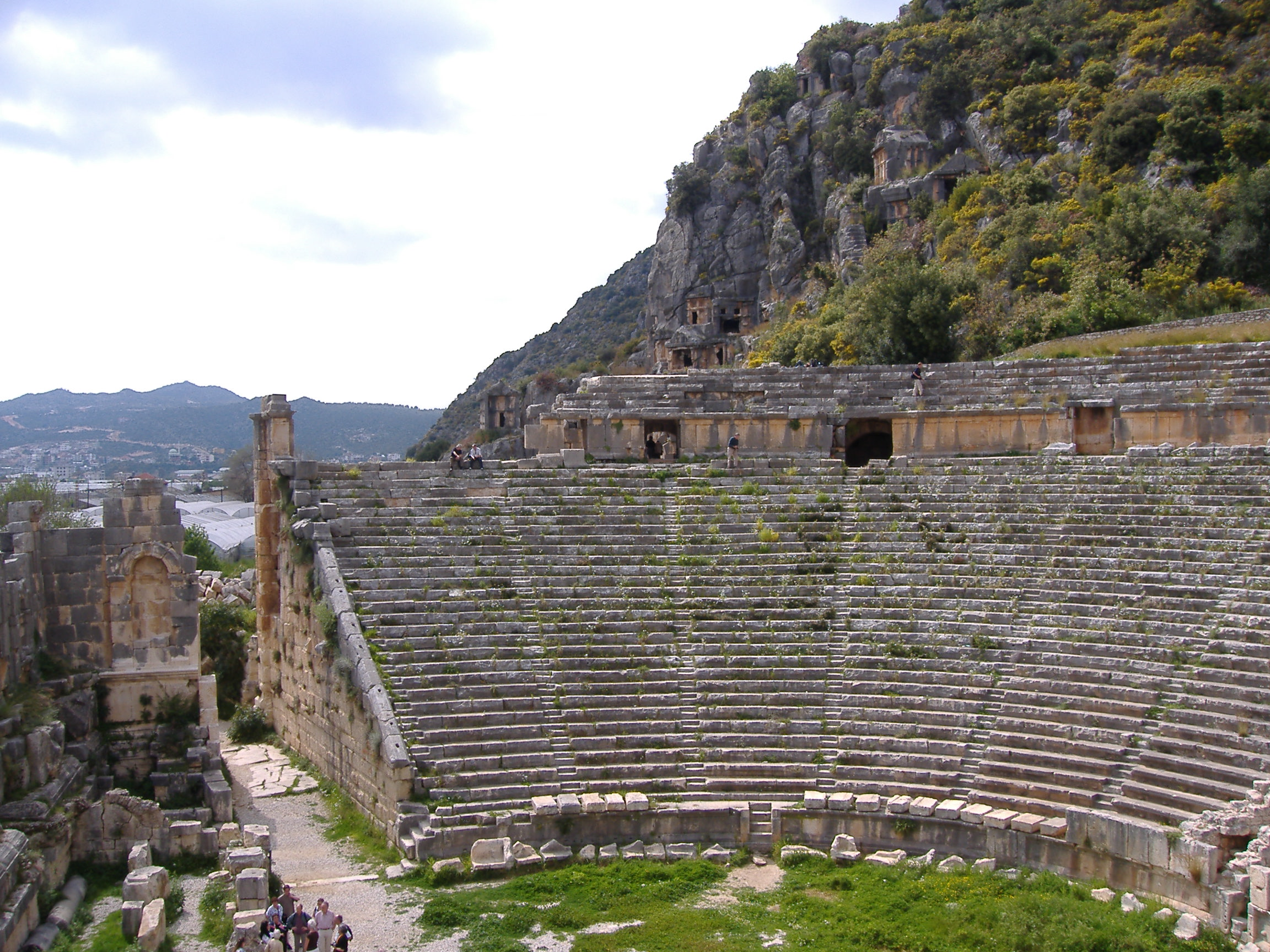
Teatru roman din Demre, unde Sfântul Nicolae a trăit
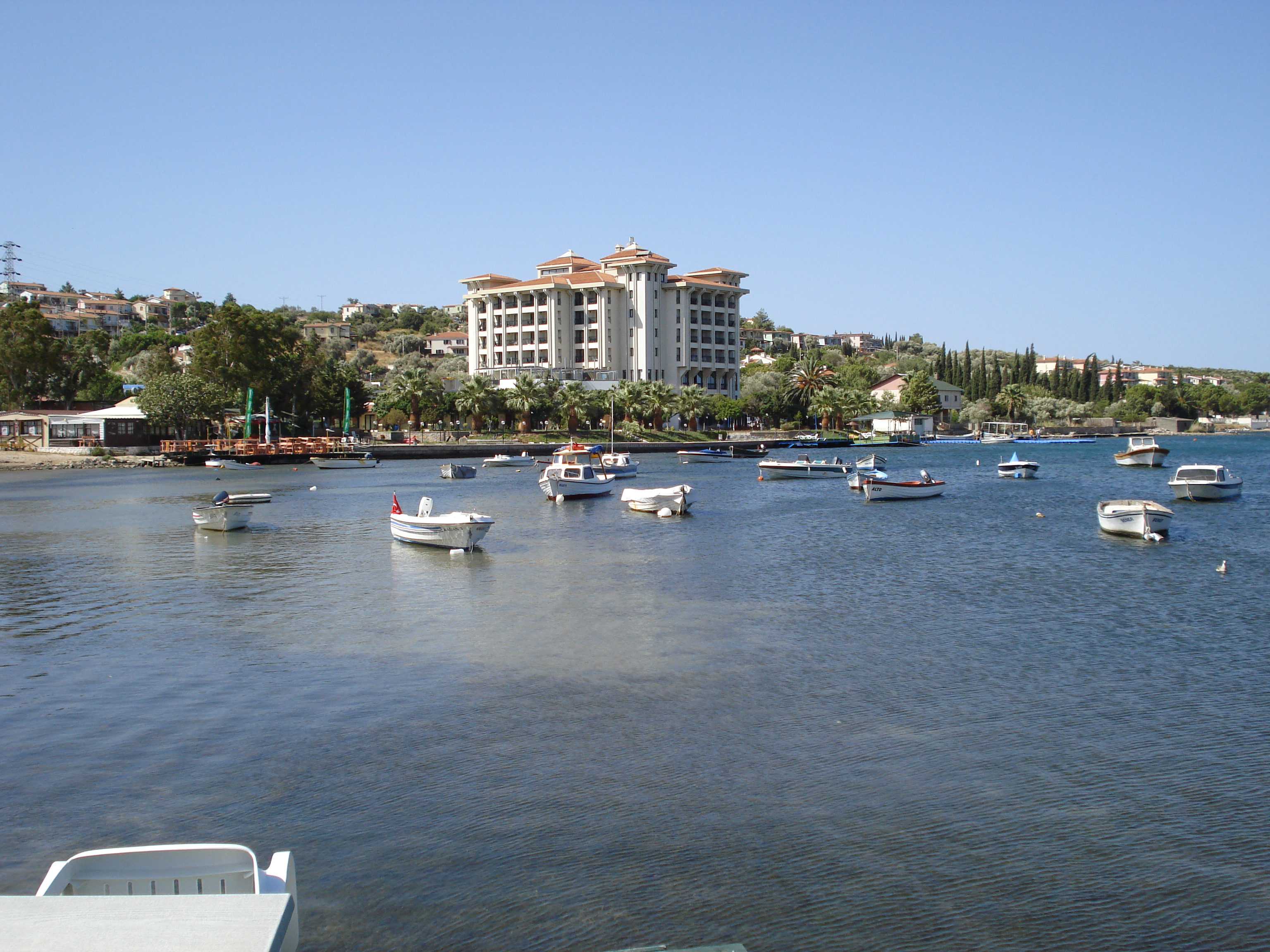
Çeşme, aproape de İzmir
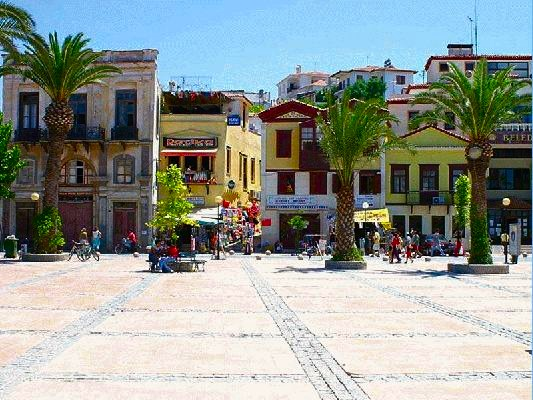
Case istorice din Çeşme
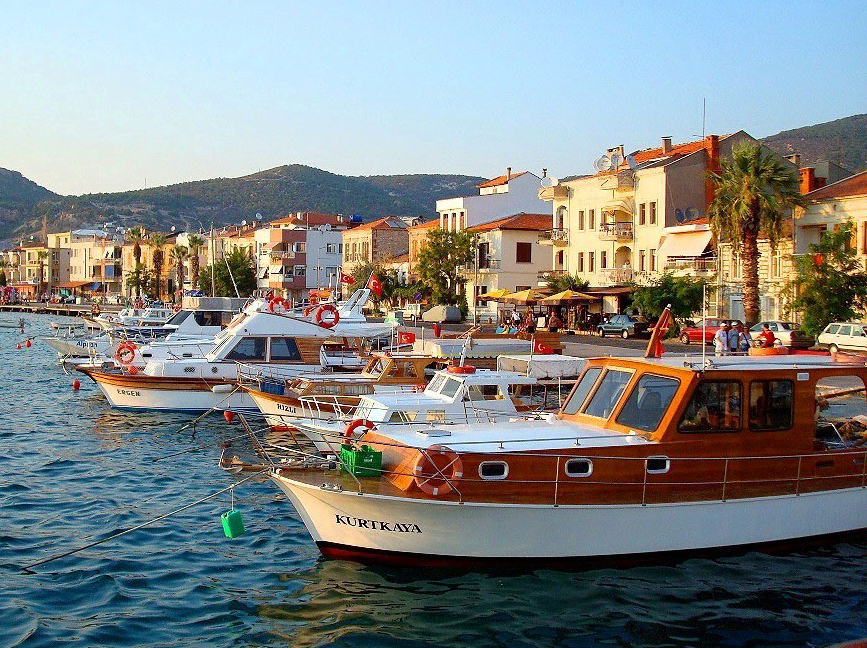
Portul Foça, casa Foca-călugăr
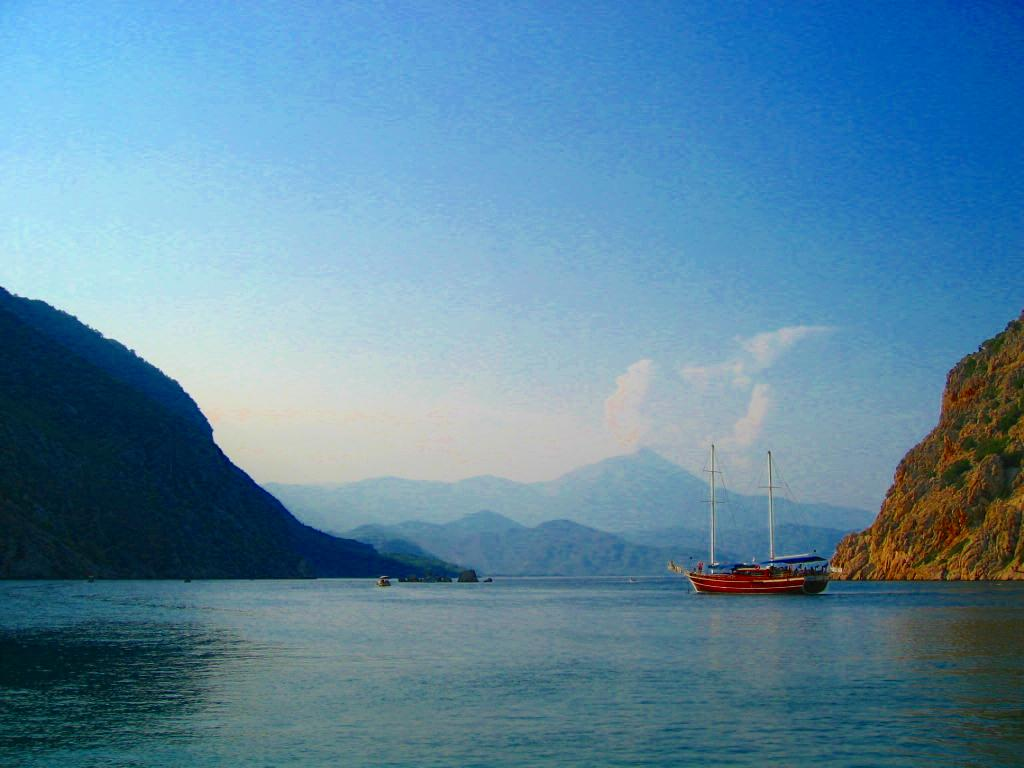
Mt. Olympos (Mt. Tahtalı) a fost denumirea orașului din Olympos în Licia
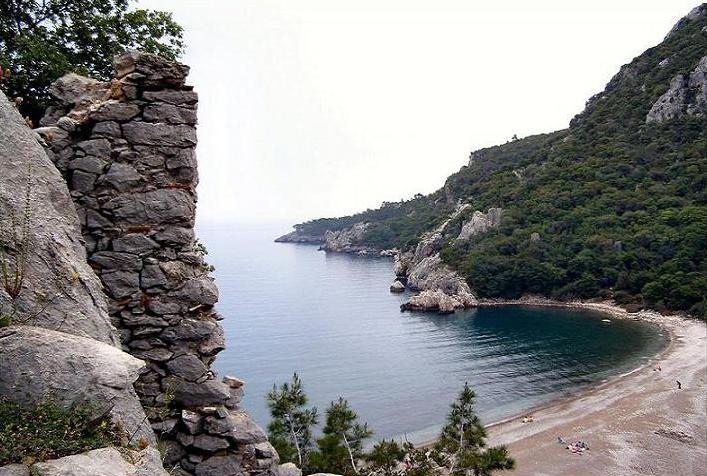
Plaja Olympos
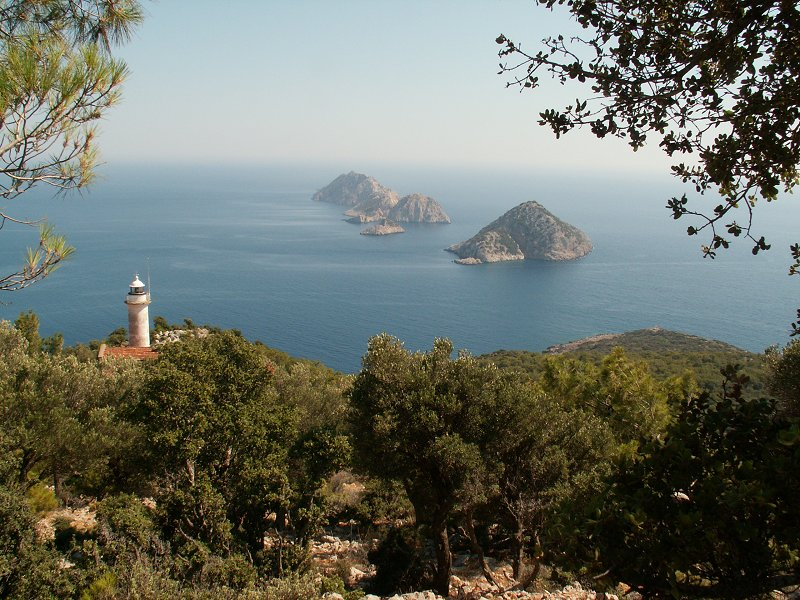
Capul Gelidonya de lângă Finike este locul epavei unei nave comerciale fenice din aproximativ 1200 î.Hr.
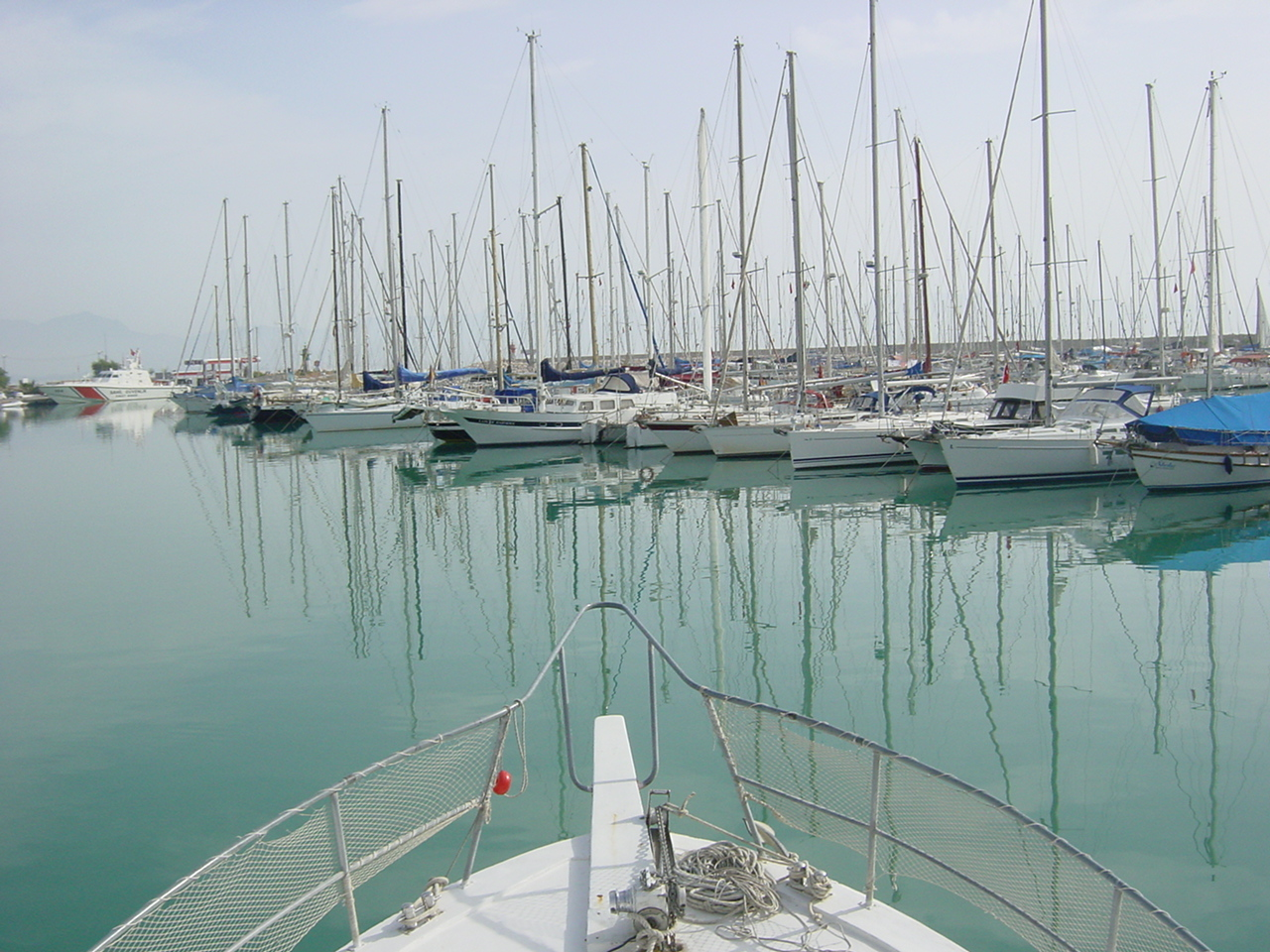
Marina Finike
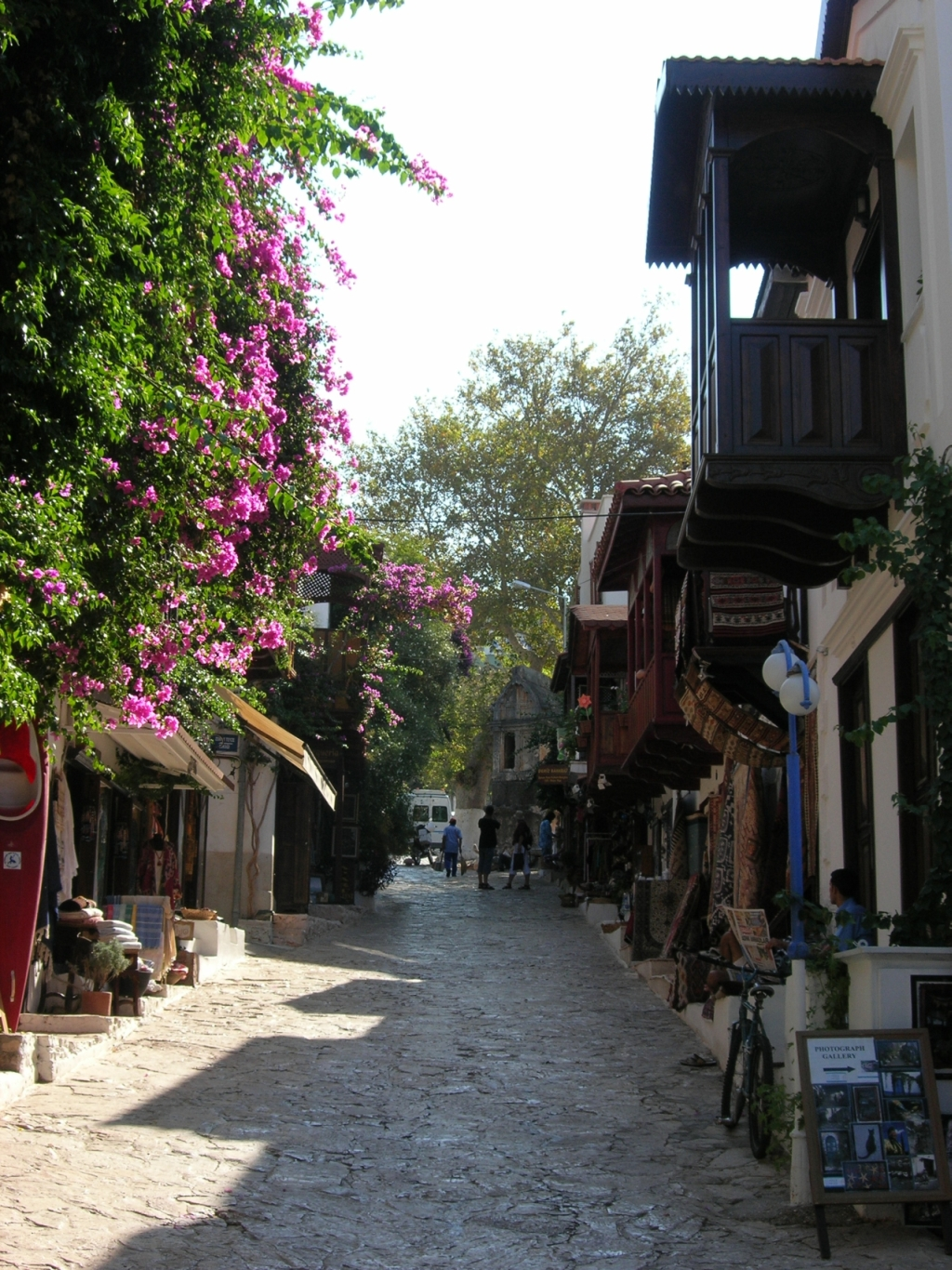
O stradă din Kaș cu case tradiționale și un mormânt lician în fundal
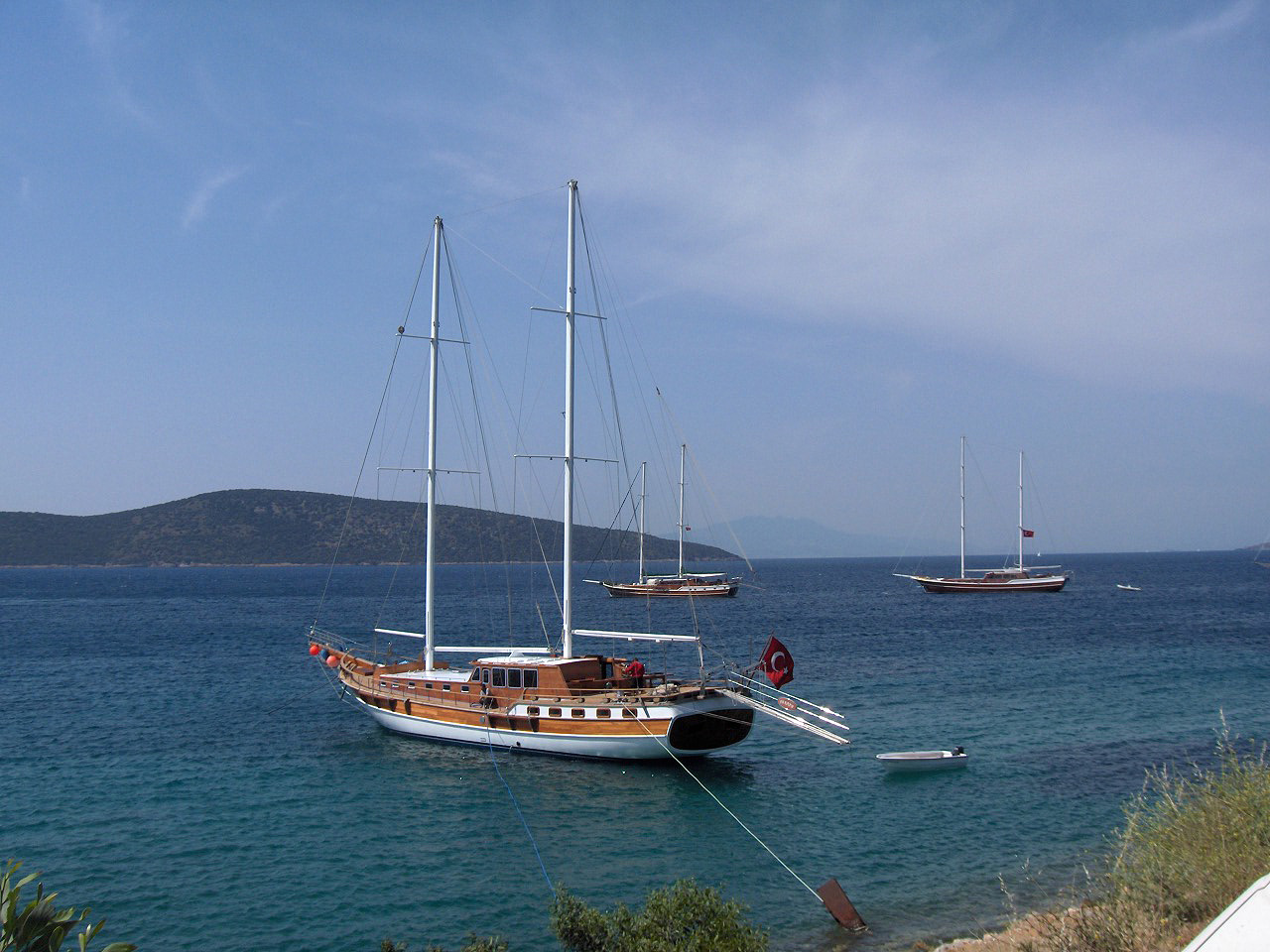
Goeletă de tip Gulet lângă Bodrum
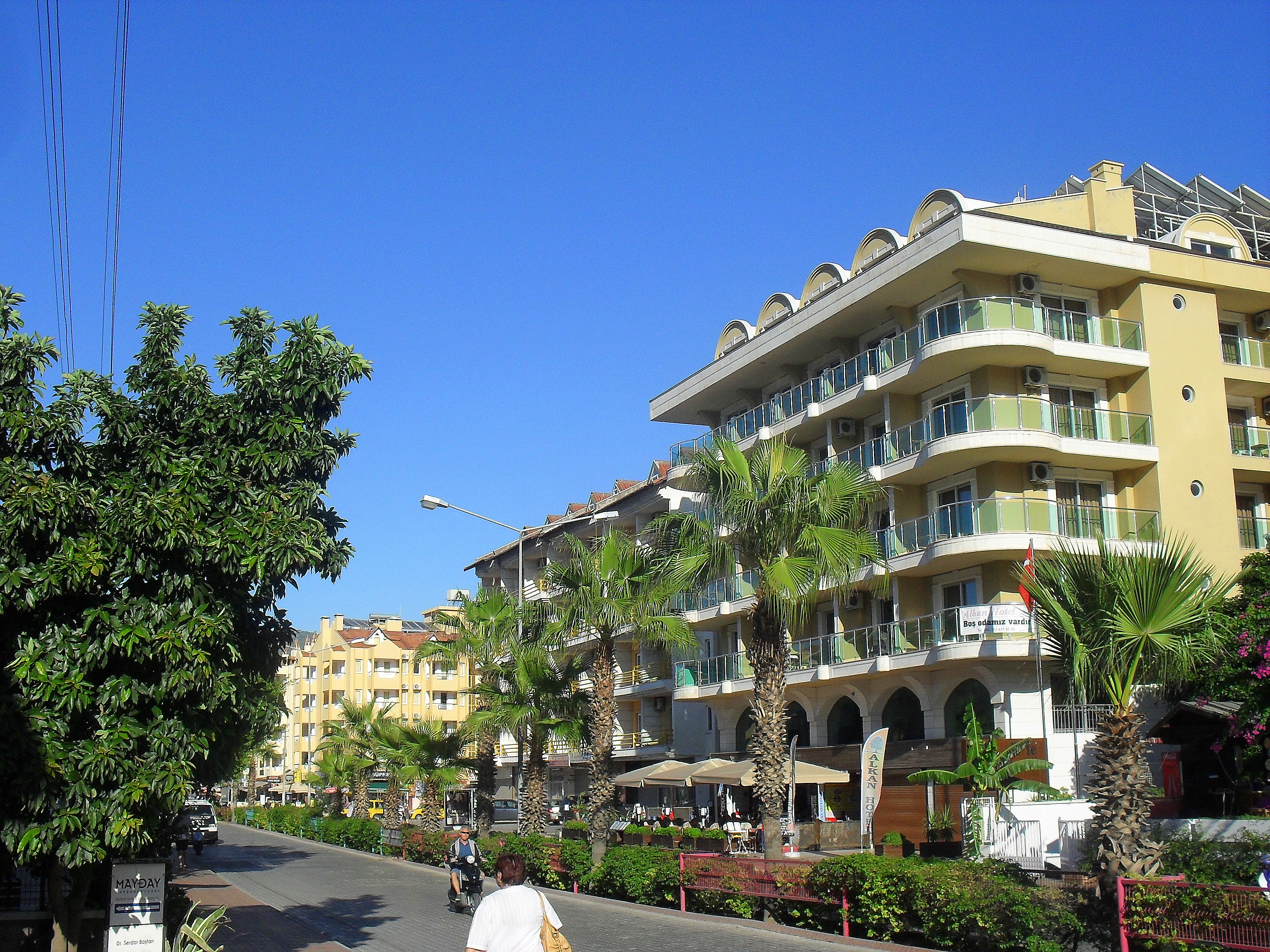
Centrul Marmaris
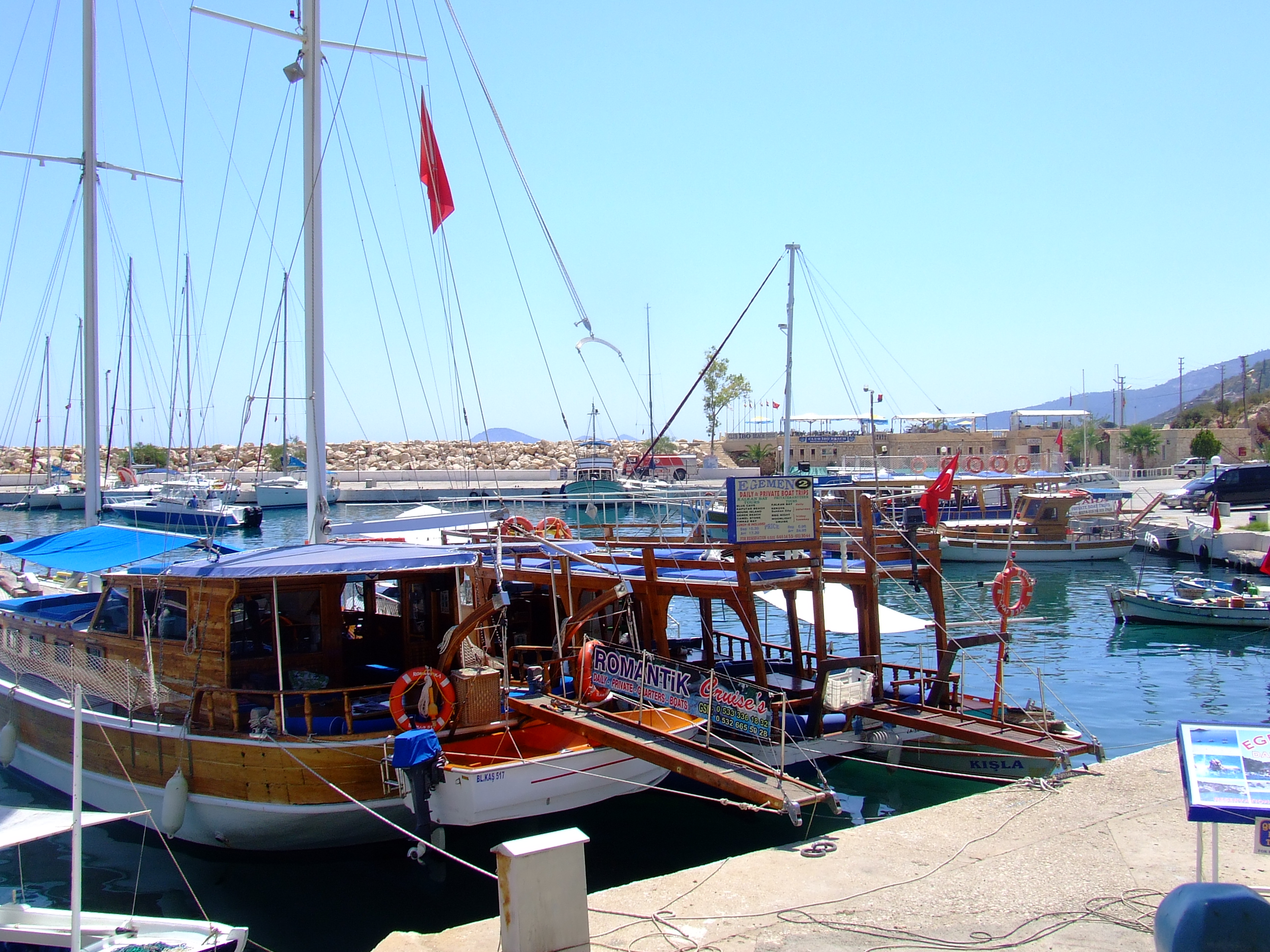
Portul din Kalkan
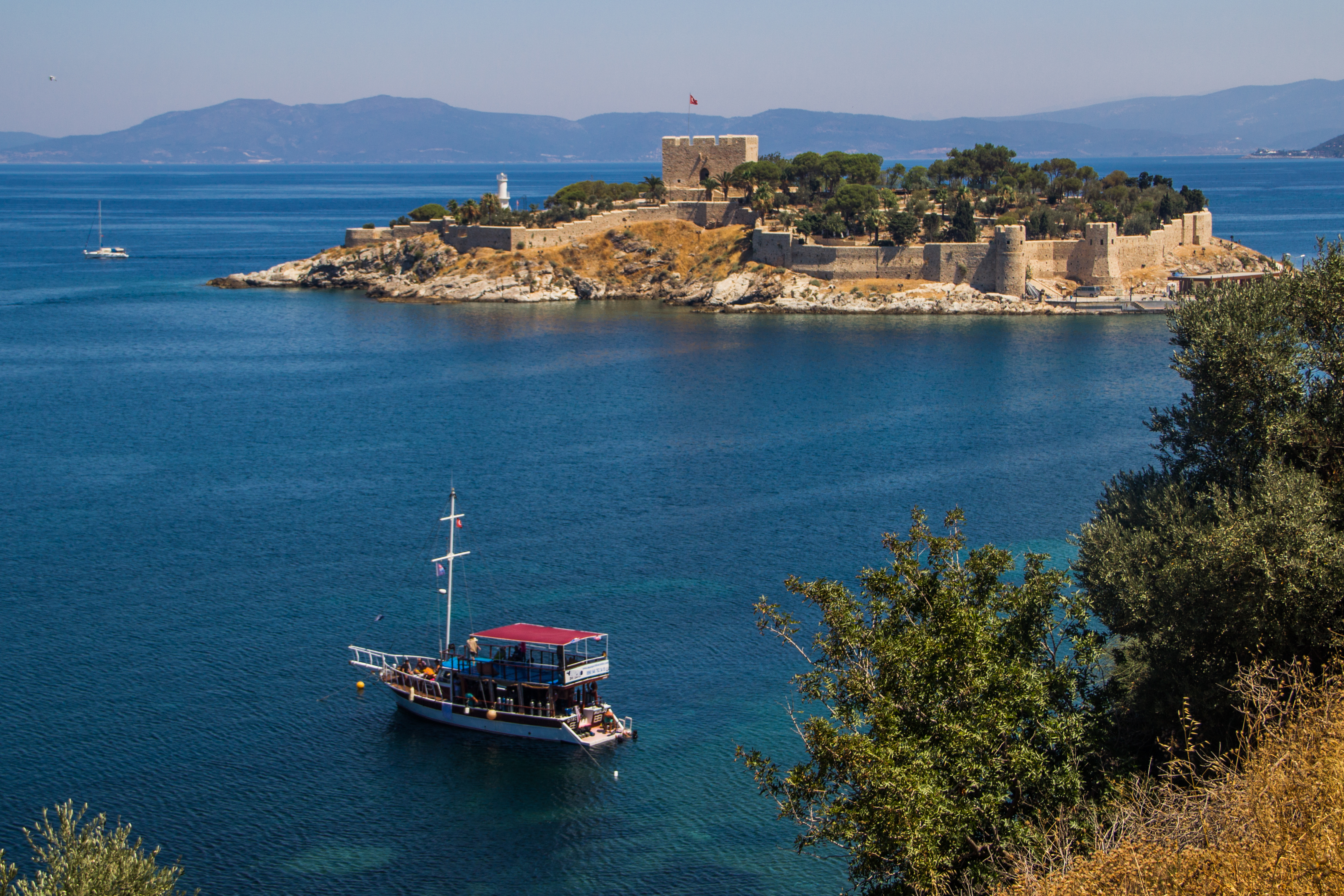
O priveliște a insulei Güvercinada, Kușadası
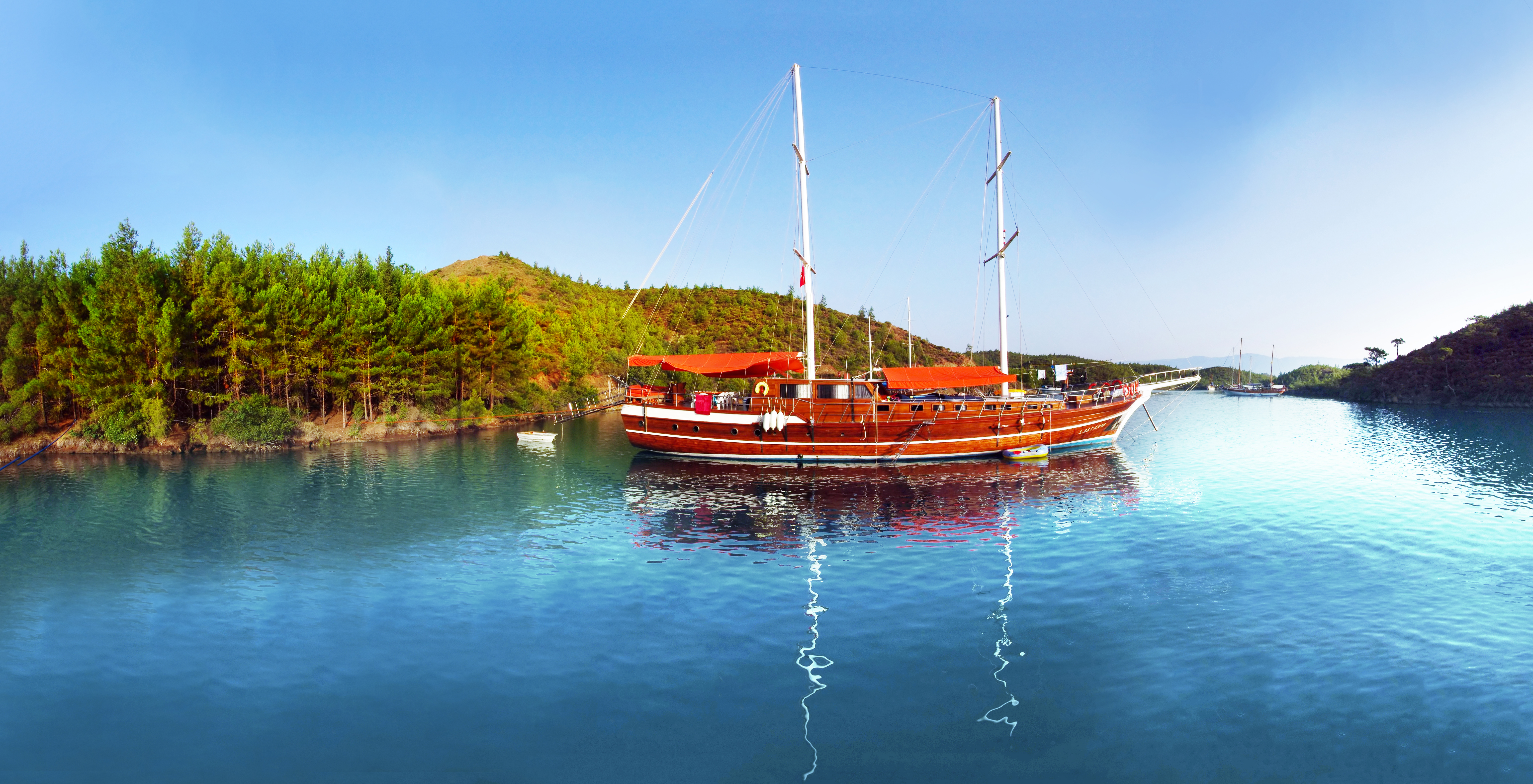
Frumoasa goeletă gulet cu doi stâlpi care vizitează un golf din Gökova

## Vezi și
- Turismul în Turcia